# Supercopa da França de 1997
A Supercopa da França de 1997 ou Trophée des Champions 1997 foi a 2ª edição do torneio, disputada em partida única entre o campeão da Division 1 de 1996–97 (Monaco) e o campeão da Copa da França de 1996–97 (Nice). O jogo foi disputado no Stade de la Méditerranée em Béziers.
O Monaco venceu o jogo por 5–2 e conquistou o título. Foi a primeira edição a ter como decisão o clássico Derby de la Côte d'Azur.

## Participantes
| Equipe | Classificação                        |
| ------ | ------------------------------------ |
| Monaco | Campeão da Division 1 de 1996–97     |
| Nice   | Campeão da Copa da França de 1996–97 |

## Partida
| 23 de julho de 1997 | Monaco                                                     | 5 – 2     | Nice                     | Stade de la Méditerranée, Béziers           |
| 21:00               | Lefèvre 3' · N'Doram 15', 17' · Ikpeba 23' · Trezeguet 76' | Relatório | Debbah 69' · Vignola 90' | Público: 7 614 Árbitro: FRA Didier Pauchard |

| MONACO:        |    |                   |  |     |
|                |    |                   |  |     |
| G              | 1  | Fabien Barthez    |  |     |
| LD             | 5  | Willy Sagnol      |  |     |
| Z              | 2  | Lilian Martin     |  |     |
| Z              | 4  | Djibril Diawara   |  | 6'  |
| LE             | 3  | Christophe Pignol |  | 73' |
| V              | 6  | Salif Diao        |  |     |
| M              | 7  | Fabien Lefèvre    |  |     |
| M              | 8  | Ali Benarbia      |  |     |
| M              | 10 | Stéphane Carnot   |  |     |
| A              | 9  | Japhet N'Doram    |  | 62' |
| A              | 11 | Victor Ikpeba     |  |     |
| Substituições: |    |                   |  |     |
| V              | 12 | Costinha          |  | 6'  |
| A              | 17 | David Trezeguet   |  | 62' |
| Z              | 2  | Philippe Léonard  |  | 73' |
| Treinador:     |    |                   |  |     |
| Jean Tigana    |    |                   |  |     |

| NICE:           |    |                      |  |     |
|                 |    |                      |  |     |
| G               | 1  | Robin Huc            |  |     |
| LD              | 2  | Mickaël Rol          |  |     |
| Z               | 4  | Ludovic Stefano      |  |     |
| Z               | 5  | Goran Kartalija      |  |     |
| LE              | 3  | Frédéric Martin      |  |     |
| M               | 8  | Zoran Milinković     |  |     |
| M               | 10 | Dominique Aulanier   |  |     |
| M               | 6  | Franck Pottier       |  | 80' |
| A               | 7  | Franck Vandecasteele |  |     |
| A               | 9  | Franco Vignola       |  |     |
| A               | 11 | James Debbah         |  |     |
| Substituições:  |    |                      |  |     |
| LD              | 15 | Thibault Scotto      |  | 80' |
| Treinador:      |    |                      |  |     |
| Silvester Takač |    |                      |  |     |

## Campeão
| Supercopa da França de 1997 |
| --------------------------- |
| MONACO 1° titulo            |